# Triplaris dugandii
Triplaris dugandii là một loài thực vật có hoa trong họ Rau răm. Loài này được Brandbyge miêu tả khoa học đầu tiên năm 1984.